# François Bonnet (football)
Pour les articles homonymes, voir Bonnet et François Bonnet.
François Bonnet, né le 15 novembre 1911 à Tarascon et mort le 28 janvier 1986 à Saint-Étienne, est un footballeur français. Durant sa carrière il évolue au poste d'attaquant.

## Carrière
Joueur polyvalent sur le front de l'attaque, François Bonnet a évolué dans plusieurs clubs français de l'élite, notamment le Stade rennais UC et l'AS Saint-Étienne, mais aussi dans sa région natale, à Beaucaire. 
Il meurt en janvier 1986, à l'âge de 74 ans.